# Kommunalwahlen in Mecklenburg-Vorpommern 2019
Die Kommunalwahlen 2019 in Mecklenburg-Vorpommern fanden am 26. Mai 2019 zeitgleich mit der Europawahl statt. Abgestimmt wurde über die Besetzung der Gemeinderäte und der Kreistage. In den ehrenamtlich verwalteten Gemeinden wurden zudem die Bürgermeister neu gewählt. In den hauptamtlich verwalteten Gemeinden ist die Amtszeit der direkt gewählten Bürgermeister nicht an die Wahlperiode der Gemeinderäte gebunden, doch in einigen Orten ist die Bürgermeisterwahl mit der Kommunalwahl parallel abgelaufen. So wurde in Rostock, der größten Stadt Mecklenburg-Vorpommerns, am 26. Mai 2019 der Oberbürgermeister neu gewählt.

## Wahlverfahren
Die rechtlichen Grundlagen für die Vorbereitung und Durchführung der Wahl sind insbesondere durch die Verfassung des Landes Mecklenburg-Vorpommern sowie das Landes- und Kommunalwahlgesetz (LKWG) geregelt.
Bei der Kommunalwahl kann jeder EU-Bürger kandidieren, der das 18. Lebensjahr vollendet hat, seit mindestens drei Monaten im Wahlgebiet wohnt und nicht aufgrund einer rechtskräftigen Verurteilung von der Wahl ausgeschlossen wurde. Anders als bei Landtagswahlen können neben Parteien auch Wählergemeinschaften und Einzelbewerber antreten. Eine weitere Besonderheit gegenüber der Landtagswahl ist, dass es auf kommunaler Ebene keine Fünf-Prozent-Hürde gibt. Kandidaten müssen bis zum 12. März benannt werden.
Das aktive Wahlrecht haben in Mecklenburg-Vorpommern lebende EU-Bürger, die mindestens 16 Jahre alt sind. Als Folge des Brexits verlieren die gut 400 in Mecklenburg-Vorpommern lebenden britischen Staatsbürger voraussichtlich das passive und aktive Wahlrecht für die Kommunalwahlen.
Jeder Wähler hat bei der Kommunalwahl drei Stimmen, die er beliebig über die Kandidatenlisten der Parteien und Wählergemeinschaften oder die Einzelbewerber verteilen kann. Die Stimmen können dabei für drei verschiedene Kandidaten einer oder mehrerer Parteien abgegeben (Panaschieren), aber auch alle für einen einzigen Kandidaten (Kumulieren) gegeben werden.

## Wahlen zu den Gemeinderäten
Gewählt werden die Vertretungen von 745 Gemeinden. Diese verteilen sich auf zwei kreisfreie Städte (Rostock und die Landeshauptstadt Schwerin), 28 weitere amtsfreie Städte, 54 amtsangehörige Städte, 10 sonstige amtsfreie Gemeinden und 651 amtsangehörige Gemeinden.
Die Anzahl der Sitze ist, abhängig von der Gemeindegröße, gesetzlich geregelt. Die Rostocker Bürgerschaft verfügt über 53 Sitze, die Stadtvertretung von Schwerin über 45 Sitze, die übrigen Stadt- und Gemeindevertretungen über 7 bis 43 Sitze.

## Wahlen zu den Kreistagen
Je nach ihrer Bevölkerungsstärke und Fläche sind die Kreistage der sechs Landkreise mit einer unterschiedlichen Anzahl an Sitzen ausgestattet. Die Landkreise Mecklenburgische Seenplatte und Ludwigslust-Parchim verfügen über je 77 Sitze, die Landkreise Rostock, Vorpommern-Rügen und Vorpommern-Greifswald über je 69 Sitze und der Landkreis Nordwestmecklenburg über 61 Sitze.
Die Landkreise werden in mehrere Wahlbereiche aufgeteilt, in denen die Parteien oder Wählergemeinschaften mit unterschiedlichen Wahlvorschlägen, also mit jeweils anderen Kandidaten antreten können. Angesichts der enormen Größe der Landkreise seit der Kreisgebietsreform 2011 soll dies eine ausgewogene lokale Verteilung der Mandate gewährleisten. Allerdings stellen die Parteien und Wählergemeinschaften bekannte Persönlichkeiten zumeist in allen Wahlbereichen auf.

## Bürgermeisterwahlen
Sie auch: Kommunalwahlrecht (Mecklenburg-Vorpommern)#Direktwahl der Bürgermeister und Landräte
In allen ehrenamtlich verwalteten Gemeinden (bei amtsangehörigen Gemeinden, die nicht die Geschäfte des Amtes führen) wurden die Bürgermeister neu gewählt. In den hauptamtlich verwalteten Gemeinden ist die zwischen sieben und neun Jahren dauernde Amtszeit der direkt gewählten Bürgermeister nicht an die fünfjährige Wahlperiode der Gemeinderäte gebunden und findet grundsätzlich unabhängig von der Gemeinderatswahl statt. Dennoch fielen 2019 in einigen Orten die Kommunalwahlen mit der Bürgermeisterwahl zusammen.
So wurde in Rostock, der größten Stadt Mecklenburg-Vorpommerns, am 26. Mai 2019 der Oberbürgermeister gewählt. Der bisherige Amtsinhaber, Roland Methling (parteilos für das Wählerbündnis UFR), trat aus Altersgründen nicht erneut zur Wahl an. Hier setzte sich der parteilose, von CDU und FDP unterstützte Unternehmer Claus Ruhe Madsen in der Stichwahl gegen Sozialsenator Steffen Bockhahn (Die Linke) durch. Madsen, der dänischer Staatsbürger ist, ist der erste Bürgermeister ohne deutschen Pass in einer deutschen Großstadt.
In den amtsangehörigen Gemeinden mit ehrenamtlichen Bürgermeistern ist die Amtszeit der Bürgermeister an die fünfjährige Wahlperiode der Gemeinderäte gebunden, so dass beide Wahlen grundsätzlich zusammenfallen. In einigen dieser Gemeinden konnte bei den Kommunalwahlen 2019 jedoch keine Bürgermeisterwahl stattfinden, weil keine Kandidaten zur Verfügung standen. Dies war zum Beispiel in Heinrichswalde, Krugsdorf, Sarow, Verchen, Altenhagen und Bartow der Fall. In solchen Fällen sind die Gemeinderäte verpflichtet, auf ihrer ersten Sitzung einen Bürgermeister aus ihrer Mitte zu wählen. 2014 wurden auf diese Weise schon die Bürgermeister in Heinrichswalde und in Sarow gewählt.

## Ausgangslage
Bei den Kommunalwahlen 2014 erzielten  in mehr als der Hälfte der Gemeinden Wählergruppen das beste Ergebnis. Insgesamt erhielten sie mit 33,7 Prozent die meisten Stimmen. Danach folgten die CDU mit 29,4 Prozent, die SPD (12,5 %), die Linke (12,1 %), die FDP (2,3 %), Bündnis 90/Die Grünen (2,1 %) und die NPD (1,0 %). Auf Einzelbewerber entfielen 6,9 Prozent der Stimmen.
In 25 Prozent der Gemeinden (192 Gemeinden) hatte die CDU eine Stimmenmehrheit erzielt, darunter in 113 Gemeinden die eine absolute Mehrheit. Hochburgen der CDU waren insbesondere die Gemeinden der Landkreise Vorpommern-Rügen und Vorpommern-Greifswald, wo sie 33,7 bzw. 30,6 Prozent Stimmenanteile erhielt. Die Linke ging nur in 2,5 Prozent der Gemeinden (19 Gemeinden) als Wahlsieger hervor, darunter in Rostock und Neubrandenburg. Die SPD wurde in nur 2,8 Prozent der Gemeinden (21 Gemeinden) stärkste Kraft, darunter in Wismar. Die FDP und Bündnis 90/Die Grünen wurden in sieben bzw. zwei kleineren Orten Wahlsieger.
Die Ergebnisse werden dadurch relativiert, dass die Parteien in sehr unterschiedlichem Maße mit Kandidaten vertreten waren. So trat die CDU in 477 von 755 Gemeinden mit eigenen Kandidaten an, die Linke in 261, die SPD in 233, die FDP in 95, Bündnis 90/Die Grünen in 48 und die NPD in 34 Gemeinden.
Die Wahlbeteiligung hatte 2014 bei den Gemeinderatswahlen bei 47,3 Prozent gelegen.

## Kandidaten, Wahlkampf und Umfragen
Die Parteien sind in manchen Regionen Mecklenburg-Vorpommerns gar nicht oder nur schwach vertreten. Einige Parteien haben deshalb ihre Listen für Nicht-Parteimitglieder geöffnet.
Einer Umfrage der Ostsee-Zeitung zufolge lag Anfang April 2019 die CDU mit 29 % auf dem ersten Platz, gefolgt von den Freien Wählern und Wählervereinigungen mit 22 %, sowie der Partei Die Linke (15 %), SPD (14 %), AfD (9 %), Grünen (8 %) und FDP (3 %).